# 初台リハビリテーション病院
医療法人社団輝生会 初台リハビリテーション病院（いりょうほうじんしゃだんきせいかい はつだいリハビリテーションびょういん）は、東京都渋谷区にある医療機関。医療法人社団輝生会が運営する病院である。
日本有数のリハビリテーション専門病院といえるとの評価を受ける。

## 沿革
2002年6月に回復期リハビリテーション専門の病院として開院。脳神経外科医の石川誠が開設し、院長となる。石川は1989年に高知県高知市に近森リハビリテーション病院を創設した実績がある。2005年4月から理事長と院長を分離し、木下牧子が院長に就任した。医療法人社団輝生会は、2008年に船橋市立リハビリテーション病院の指定管理者となっている。

## 診療科
- リハビリテーション科
- 神経内科

## 医療機関の指定等
- 保険医療機関
- 労災保険指定医療機関
- 身体障害者福祉法指定医の配置されている医療機関
- 生活保護法指定医療機関
- 結核指定医療機関
- 原子爆弾被害者医療指定医療機関

## 特記事項
- 全病床の約3割に当たる53床が個室または特別個室である。差額室料は個室が1日31,500円、特別個室が57,750円から。

## 交通アクセス
- 京王新線初台駅下車徒歩10分
- 都営地下鉄大江戸線西新宿五丁目駅下車徒歩9分
- 京王バス渋64系統・ハチ公バス春の小川ルートで関東国際高校下車、徒歩1分

## テレビ番組
- 日経スペシャル カンブリア宮殿 さらば寝たきり！ 注目のリハビリ病院（2017年6月15日、テレビ東京）[2]
- 病院ラジオ 渋谷・リハビリ病院編（2024年11月4日、NHK総合テレビジョン）[3]

## 関連書籍
- 『夢にかけた男たち ある地域リハの軌跡』（共著:石川誠 河本のぞみ）（1998年5月10日、三輪書店）ISBN 9784895900799
- 『高齢者ケアとリハビリテーション 回復期リハと維持期リハ』（編著:石川誠）（2000年11月1日、厚生科学研究所）ISBN 9784905690702
- 『回復期リハビリテーション病棟の運営と療養』（監修:石川誠）（2001年9月1日、鍬谷書店）ISBN 9784901436090
- 『診療報酬改定対応と回復期リハ病棟運営マニュアル(2002年版)』（著者:田原一、監修:石川誠）（2002年7月20日、じほう）ISBN 9784840730075
- 『東京へ この国へ リハの風を！ 初台リハビリテーション病院からの発信』（著者:土本亜理子）（2005年10月25日、シービーアール）ISBN 9784902470222
- 『MEDICAL REHABILITATION Monthly Book(No.217) 知っておきたい！これからの生活期リハビリテーション』（編者:石川誠）（2017年12月1日、全日本病院出版会）ISBN 9784865194197
- 『輝生会がおくる！リハビリテーションチーム研修テキスト チームアプローチの真髄を理解する』（監修:石川誠 水間正澄、編者:池田吉隆 取出涼子 木川和子）（2022年2月7日、全日本病院出版会）ISBN 9784865198096